# Jan Konstanty Zaremba
Jan Konstanty Zaremba (ur. 5 czerwca 1896 w Hołowczycach, zm. w kwietniu 1940 w Charkowie) – kapitan piechoty Wojska Polskiego, kawaler Orderu Virtuti Militari, ofiara zbrodni katyńskiej.

## Życiorys
Urodził się 5 czerwca 1896 roku w majątku Hołowczyce k. Mozyrza, w rodzinie Mieczysława i Marii z domu Obniska. Po ukończeniu gimnazjum i zdaniu matury zaczął studia na politechnice w Rydze. W 1916 roku powołany do armii rosyjskiej. Ukończył szkołę oficerską w Moskwie. W lipcu 1917 roku wstąpił do tworzonego na Białorusi I Korpusu Polskiego i został przydzielony do Legii Oficerskiej. Po rozbrojeniu przez Niemców I Korpusu w końcu maja 1918 roku rozpoczął studia na politechnice w Kijowie. 
W lutym 1919 roku wstąpił do Wojska Polskiego. Po ukończeniu szkoły oficerskiej w Warszawie i kursu technicznego w Modlinie został mianowany podporucznikiem i przydzielony do kompanii technicznej 5 pułku piechoty Legionów. Pełnił obowiązki młodszego oficera, a następnie dowódcy tej kompanii. Walczył na wojnie z bolszewikami.
W 1922 roku został zweryfikowany w stopniu porucznika ze starszeństwem z dniem 1 czerwca 1919 roku i 5157. lokatą w korpusie oficerów piechoty. W latach 1922–1925 był oficerem rezerwy 78 pułku piechoty w Baranowiczach. W 1925 roku ponownie został powołany do służby czynnej i awansowany na porucznika ze starszeństwem z dniem 1 marca 1925 roku w korpusie oficerów piechoty. W 1928 roku pełnił służbę w 78 pułku piechoty. 31 marca 1930 roku został przeniesiony z 78 pp do Korpusu Ochrony Pogranicza i przydzielony do batalionu KOP „Słobódka” na stanowisko dowódcy kompanii odwodowej. 29 kwietnia 1933 roku został awansowany na kapitana ze starszeństwem z dniem 1 stycznia 1933 roku i 123. lokatą w korpusie oficerów piechoty. Po przeniesieniu z KOP do 1939 roku pełnił służbę w 19 pułku piechoty we Lwowie.
W czasie kampanii wrześniowej 1939 roku – po agresji ZSRR na Polskę – w nieznanych okolicznościach dostał się do niewoli sowieckiej. Przebywał w obozie w Starobielsku. Wiosną 1940 roku został zamordowany przez funkcjonariuszy NKWD w Charkowie i pogrzebany potajemnie w bezimiennej mogile zbiorowej w Piatichatkach, gdzie od 17 czerwca 2000 roku mieści się oficjalnie Cmentarz Ofiar Totalitaryzmu w Charkowie. Figuruje na Liście Starobielskiej NKWD, pod poz. 1235.
5 października 2007 roku minister obrony narodowej Aleksander Szczygło mianował go pośmiertnie na stopień majora. Awans został ogłoszony 9 listopada 2007 roku w Warszawie, w trakcie uroczystości „Katyń Pamiętamy – Uczcijmy Pamięć Bohaterów”.

## Ordery i odznaczenia
- Krzyż Srebrny Orderu Wojskowego Virtuti Militari nr 4816[1] – 1921[18]
- Krzyż Walecznych trzykrotnie[19]
- Srebrny Krzyż Zasługi – 14 października 1934 „za zasługi w służbie ochrony pogranicza”[20]
- Medal Pamiątkowy za Wojnę 1918–1921[19]
- Medal Dziesięciolecia Odzyskanej Niepodległości[19]
- Państwowa Odznaka Sportowa[21]
- Odznaka pamiątkowa 5 pułku piechoty Legionów[21]
- Medal 10 Rocznicy Wojny Niepodległościowej (Łotwa)[22]